# Existential Reckoning: Rewired
Existential Reckoning: Rewired è il sesto album di remix del gruppo musicale statunitense Puscifer, pubblicato il 31 marzo 2023 dalla Alchemy Recordings.

## Descrizione
Analogamente a quanto operato con i precedenti album del gruppo, il disco è una riproposizione integrale in chiave alternativa del quarto album Existential Reckoning. Nello specifico, per la realizzazione dei remix il gruppo ha chiamato in causa diversi artisti, tra cui spiccano Trent Reznor e Atticus Ross dei Nine Inch Nails, i Phantogram, Troy Van Leeuwen, Justin Chancellor e Scott Kirkland.

## Promozione
L'idea della pubblicazione di una rivisitazione di Existential Reckoning era già stata trapelata tra i fan a partire dal 1º luglio 2022, data di pubblicazione del doppio singolo Bullet Train to Iowa/The Underwhelming Re-Imagined, comprendente due remix realizzati da Billy Howerdel e James Iha, tuttavia scartati dalla lista tracce di Existential Reckoning: Rewired. Il disco è stato annunciato il 7 settembre 2022, con pubblicazione prevista per il dicembre successivo, mentre il primo singolo, A Singularity, è stato reso disponibile solo l'11 gennaio 2023, accompagnato dall'annuncio della posticipazione a marzo 2023. Il 24 febbraio successivo è stata poi la volta della pubblicazione del secondo estratto, Postulous, remix realizzato dai Phantogram. Successivamente, come ultima anticipazione è stata presentata la seconda traccia, Apocalyptical, nella versione dei Nine Inch Nails, diffusa per l'ascolto gratuito poche ore prima del lancio dell'album.

## Tracce
Testi e musiche dei Puscifer.
1. Bread and Circus (Re-Imagined by Mat Mitchell) – 6:53
2. Apocalyptical (Re-Imagined by Trent Reznor e Atticus Ross) – 11:04
3. The Underwhelming (Re-Imagined by Juliette Commagere) – 4:06
4. Grey Area (Re-Imagined by Troy Van Leeuwen & Tony Hajjar) – 4:53
5. Theorem (Re-Imagined by Sarah Jones & Jordan Fish) – 4:30
6. UPGrade (Re-Imagined by Justin Chancellor & Scott Kirkland) – 5:17
7. Bullet Train to Iowa (Re-Imagined by Alessandro Cortini) – 5:20
8. Personal Prometheus (Re-Imagined by Greg Edwards) – 6:44
9. A Singularity (Re-Imagined by Carina Round) – 4:50
10. Postulous (Re-Imagined by Phantogram) – 3:58
11. Fake Affront (Re-Imagined by Gunnar Olsen) – 5:17
12. Bedlamite (Re-Imagined by Daniel P. Carter) – 3:16

## Formazione
Hanno partecipato alle registrazioni, secondo le note di copertina:
Gruppo
- Maynard James Keenan
- Mat Mitchell – sintetizzatore, programmazione (traccia 1)
- Carina Round
- Greg Edwards – chitarra, basso, sintetizzatore, drum machine (traccia 8), basso fretless (traccia 9)
- Sarah Johnes
- Gunnar Olsen

Altri musicisti
- Troy Van Leeuwen – chitarra, sintetizzatore, decostruzione (traccia 4)
- Tony Hajjar – programmazione, missaggio (traccia 4)
- Caria Azar – batteria (traccia 9)
- Danny T. Levin – corno (traccia 9)
- David Moyer – sassofono, clarinetto (traccia 9)
- Josh Carter – campionatore, programmazione, sintetizzatore aggiuntivo (traccia 10)
- Daniel P. Carter – chitarra, basso (traccia 12)

Produzione
- Puscifer – produzione esecutiva
- Carina Round – ingegneria del suono (traccia 9)
- Dave Collins – mastering
- Daniel Martin Diaz – artwork
- Kevin Moore – grafica, impaginazione